# 尼加拉峽谷
尼加拉峽谷（英語：Niagara Gorge）是位於美國紐約州和加拿大安大略省之間，美加邊界之上的峽谷。尼加拉峽谷全長11公里，始於尼加拉大瀑布底部，終於鄰近昆士頓的尼加拉斷崖。
1861年，法國特技運動員夏爾·布隆丹曾藉由走鋼絲穿越峽谷。這座峽谷中流淌的河水水力強勁，由於相當危險，一般而言在峽谷中是禁止划皮艇的。相對的，遊客可以乘坐堅固的噴氣艇來橫越峽谷與急流。在少數情況下，紐約州立公園管理局會允許某些世界一流的專家對峽谷發起挑戰。

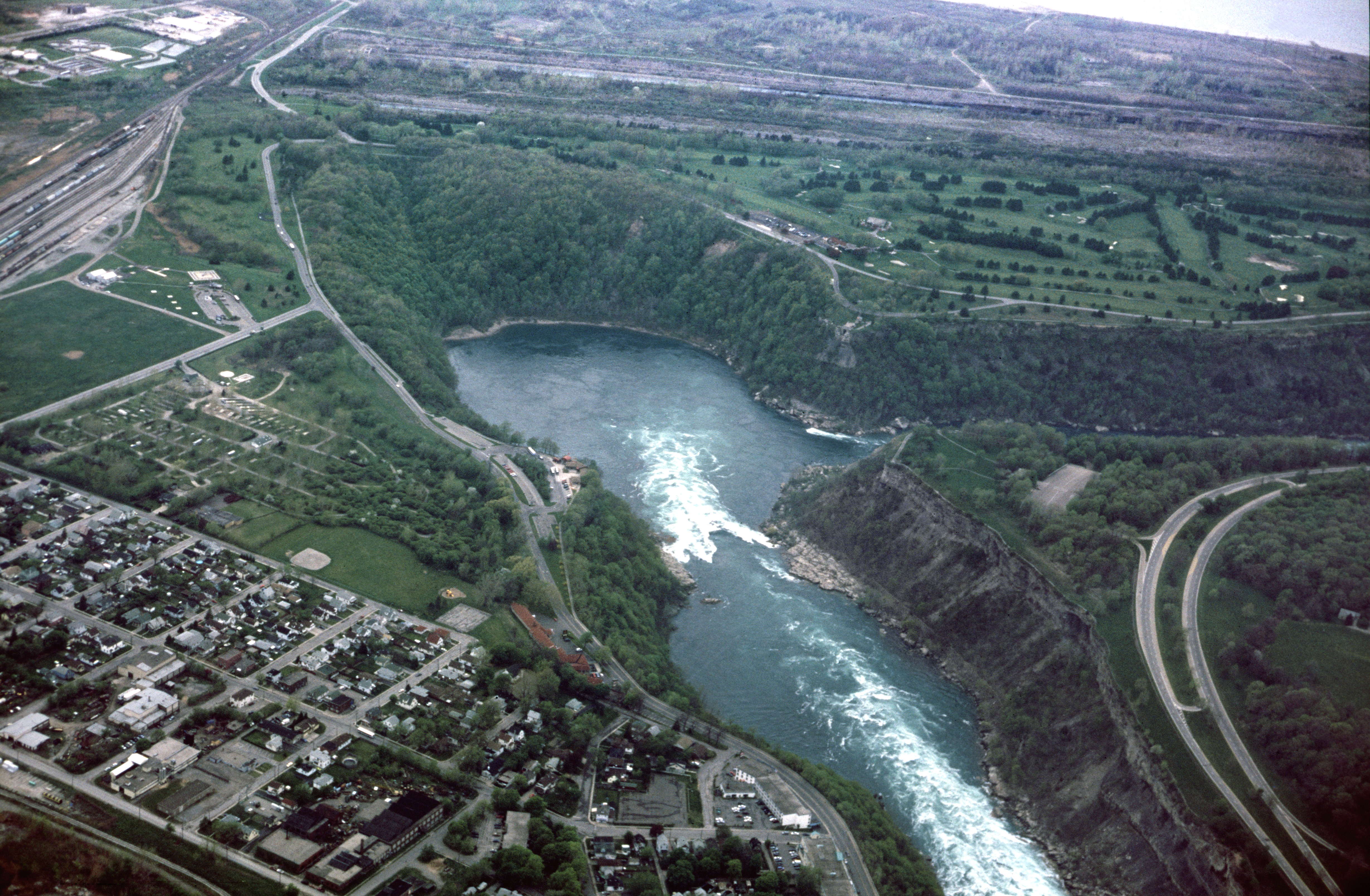
尼加拉峽谷中的尼加拉漩渦（英语：Niagara Whirlpool）
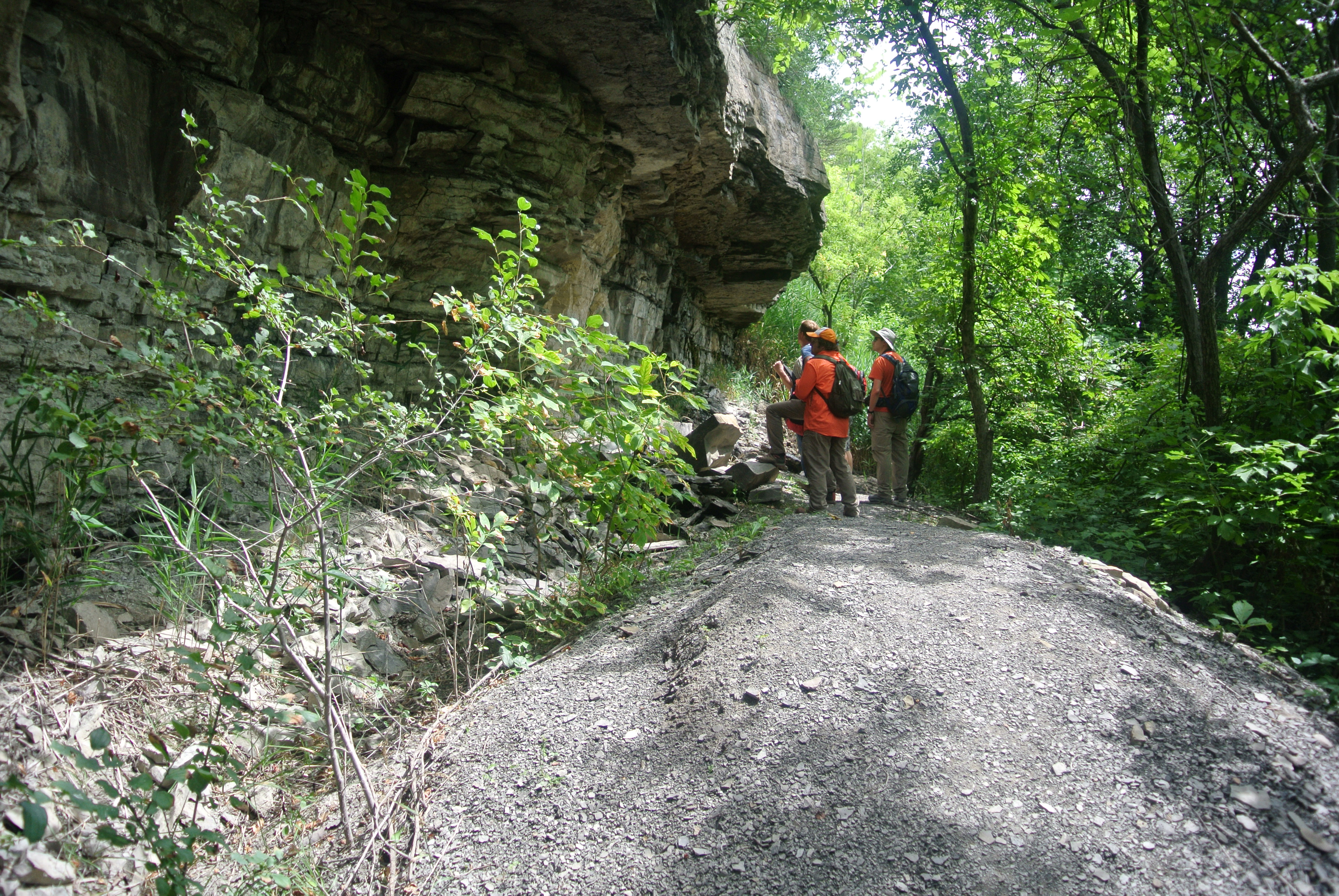
尼加拉峽谷步道，鄰近於劉易斯頓-昆士頓橋